# دوغلاس إتش. بوسكو
دوغلاس إتش. بوسكو هو محرر وصحفي ومحامي وسياسي أمريكي، ولد في 28 يوليو 1946 في بروكلين في الولايات المتحدة. نشط حزبياً في الحزب الديمقراطي. وقد انتخب عضو جمعية ولاية كاليفورنيا ‏ وانتخب عضو مجلس النواب الأمريكي.